# Gabby Douglasová
Gabrielle Christina Victoria Douglasová (* 31. prosince 1995 Newport News) je bývalá americká gymnastka, dvojnásobná olympijská vítězka z roku 2012. Je známa pod přezdívkou Flying Squirrel (Létající veverka).
Gymnastice se věnuje od tří let, v osmi vyhrála první závod, ve čtrnácti skončila druhá na kladině na juniorském mistrovství USA a vyhrála na bradlech na panamerickém mistrovství. O rok později debutovala mezi seniorkami a byla členkou týmu, který vyhrál mistrovství světa ve sportovní gymnastice 2011, kde také skončila pátá na bradlech. V roce 2012 byla členku vítězného týmu na mistrovství Pacifického oblouku, na mistrovství USA vyhrála na bradlech a byla druhá ve víceboji, čímž si zajistila nominaci na olympiádu. V Londýně vyhrála víceboj a soutěž družstev, byla sedmá ve finále na bradlech a osmá na kladině. Stala se první černoškou, která vyhrála olympijský víceboj, a první Američankou, která vyhrála zároveň závod jednotlivkyň i družstev. V anketě listu Associated Press byla zvolena nejlepší světovou sportovkyní roku 2012. Po hrách přestala závodit, ke gymnastice se vrátila v březnu 2015, kdy vyhrála s americkým družstvem závody v italském Jesolo a oznámila úmysl připravovat se na Letní olympijské hry 2016. Na mistrovství světa ve sportovní gymnastice 2015 v Glasgowě získala zlato v soutěži družstev a ve víceboji jednotlivkyň byla druhá za Simone Bilesovou.
Vydala autobiografickou knihu Grace, Gold, and Glory: My Leap of Faith, v roce 2014 o jejím životě vznikl televizní hraný film Příběh Gabby Douglasové, v němž hrála titulní roli Imani Hakimová.